# شعب مرو
شعب مرو هي قبائل تعيش في المناطق الحدودية بين ميانمار، وبنغلاديش والهند.

## الأصل
وهي مجموعة فرعية من شعب تشين. 

## الموقع
يعيش عدد قليل منهم في غرب ميانمار، ويتواجدون أيضًا في شمال ولاية راخين. وفي بنغلاديش يقيمون في تلال شيتاغونغ في جنوب شرق بنغلاديش ، وخاصة في منطقة بانداربان ومنطقة رانغاماتي هيلو. في الهند يقيمون في ولاية البنغال الغربية.